# Îles Féroé aux Jeux paralympiques
Les Îles Féroé participent aux Jeux paralympiques depuis les Jeux paralympiques de 1984 à Stoke Mandeville, et ont pris place dans chaque Jeux d'été depuis cette date. Les Féroé possèdent leur propre délégation alors qu'aux Jeux olympiques, cette province autonome est intégrée au sein de la délégation du Danemark.
La délégation s'illustre plus particulièrement en Natation handisport puisque hormis Heini Festirstein en tennis de table en 1992 et Hávard Vatnhamar en marathon en 2020, tous les engagés sont des nageurs.

## Bilan général
Les médaillés sont Katrin Johansen, Christina Næss, Tora við Keldu et Heidi Andreasen.

### Médailles
| Medal              | Name            | Games          | Sport    | Event                |
| ------------------ | --------------- | -------------- | -------- | -------------------- |
| Médaille de bronze | Katrin Johansen | Séoul 1988     | Natation | 100m dos C8          |
| Médaille d'argent  | Katrin Johansen | Séoul 1988     | Natation | 100m nage libre C8   |
| Médaille d'or      | Christina Næss  | Séoul 1988     | Natation | 100m dos C3          |
| Médaille d'argent  | Christina Næss  | Séoul 1988     | Natation | 400m nage libre C3-4 |
| Médaille de bronze | Tóra við Keldu  | Séoul 1988     | Natation | 100m papillon L6     |
| Médaille de bronze | Tóra við Keldu  | Séoul 1988     | Natation | 400m papillon L6     |
| Médaille d'argent  | Tóra við Keldu  | Séoul 1988     | Natation | 100m nage libre L6   |
| Médaille d'argent  | Tóra við Keldu  | Barcelone 1992 | Natation | 100m nage libre S10  |
| Médaille de bronze | Heidi Andreasen | Sydney 2000    | Natation | 100m dos S8          |
| Médaille d'argent  | Heidi Andreasen | Sydney 2000    | Natation | 100m nage libre S8   |
| Médaille d'argent  | Heidi Andreasen | Sydney 2000    | Natation | 400m nage libre S8   |
| Médaille d'argent  | Heidi Andreasen | Sydney 2000    | Natation | 50m nage libre S8    |
| Médaille de bronze | Heidi Andreasen | Athènes 2004   | Natation | 400m nage libre S8   |